# Eriocottis andalusiella
Eriocottis andalusiella är en fjärilsart som beskrevs av Hans Rebel 1901. Eriocottis andalusiella ingår i släktet Eriocottis och familjen Eriocottidae. Inga underarter finns listade i Catalogue of Life.